# Мілфорд (селище, Нью-Йорк)
Мілфорд (англ. Milford) — селище (англ. village) в США, в окрузі Отсего штату Нью-Йорк. Населення — 367 осіб (2020).

## Географія
Мілфорд розташований за координатами 42°35′26″ пн. ш. 74°56′49″ зх. д. / 42.59056° пн. ш. 74.94694° зх. д. (42.590470, -74.946865).  За даними Бюро перепису населення США в 2010 році селище мало площу 1,10 км², уся площа — суходіл.

## Демографія
Згідно з переписом 2010 року, у селищі мешкало 415 осіб у 180 домогосподарствах у складі 114 родин. Густота населення становила 378 осіб/км².  Було 231 помешкання (210/км²).
Расовий склад населення:
| - 94,9 % — білих - 1,2 % — чорних або афроамериканців - 1,2 % — азіатів - 0,2 % — корінних американців |

До двох чи більше рас належало 2,2 %. Частка іспаномовних становила 1,7 % від усіх жителів.
За віковим діапазоном населення розподілялося таким чином: 21,0 % — особи молодші 18 років, 60,9 % — особи у віці 18—64 років, 18,1 % — особи у віці 65 років та старші. Медіана віку мешканця становила 44,3 року. На 100 осіб жіночої статі у селищі припадало 91,2 чоловіків;  на 100 жінок у віці від 18 років та старших — 88,5 чоловіків також старших 18 років.
Середній дохід на одне домашнє господарство  становив 66 286 доларів США (медіана — 37 917), а середній дохід на одну сім'ю — 85 748 доларів (медіана — 51 429). Медіана доходів становила 43 750 доларів для чоловіків та 30 938 доларів для жінок. За межею бідності перебувало 11,4 % осіб, у тому числі 8,5 % дітей у віці до 18 років та 15,6 % осіб у віці 65 років та старших.
Цивільне працевлаштоване населення становило 195 осіб. Основні галузі зайнятості: освіта, охорона здоров'я та соціальна допомога — 42,6 %, роздрібна торгівля — 13,3 %, виробництво — 10,3 %, мистецтво, розваги та відпочинок — 10,3 %.